# Wielka Wyspa Piaszczysta

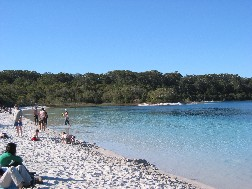
Plaża nad Lake McKenzie

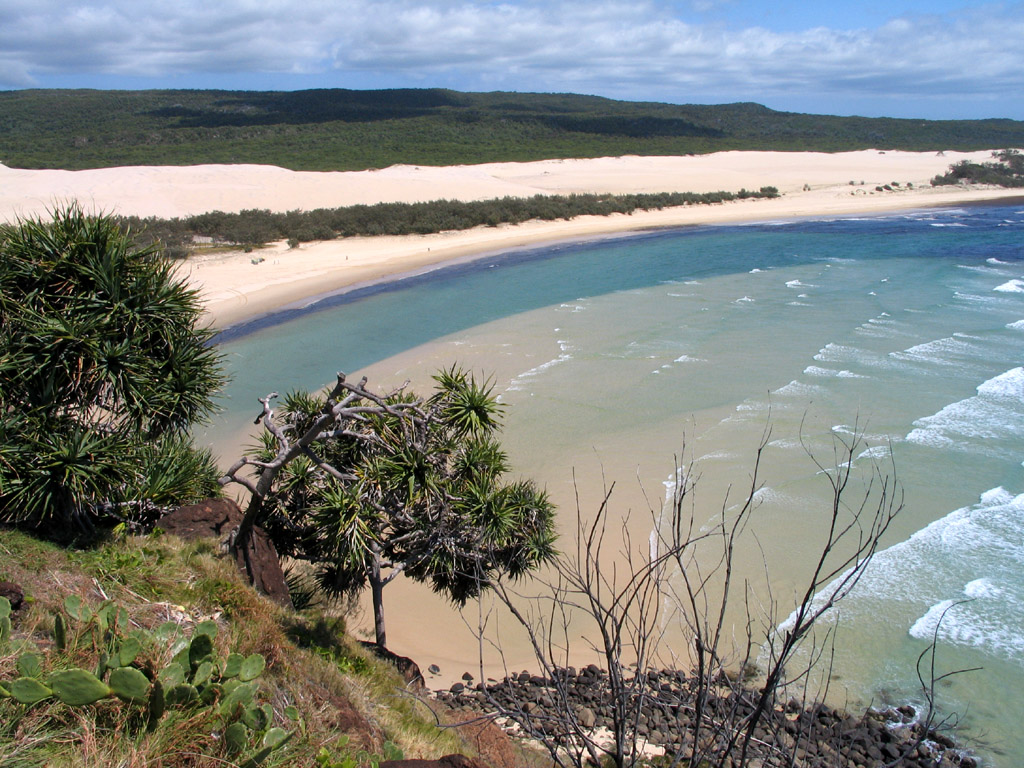
Widok z Indian Head

Wielka Wyspa Piaszczysta (ang. Fraser Island; Great Sandy Island, austr. K'gari, Gari ) – wyspa na Oceanie Spokojnym u południowo-wschodnich wybrzeży Queensland w północno-wschodniej części Australii, największa na świecie wyspa piaskowa. 
W 1992 roku cała wyspa została wpisana na listę światowego dziedzictwa UNESCO.

## Nazwa
Według jednych źródeł wyspa została nazwana na cześć kapitana Jamesa Frasera (1776?–1836)  , który znalazł się w 1836 roku na wyspie wraz z żoną i kilkoma członkami załogi po tym, jak jego statek „Stirling Castle” rozbił się na pobliskiej rafie koralowej . Fraser zmarł na wyspie po tym, jak został przebity włócznią przez jednego z członków grupy Aborygenów, do której dołączyli rozbitkowie . Inne źródła podają , że nazwa wyspy upamiętnia żonę kapitana – Elize Fraser, która przeżyła i została uratowana . Nazwy Fraser Island po raz pierwszy użył w 1842 roku Henry Stuart Russell (1818–1889) .  
W 2011 roku przyjęto również dwie alternatywne nazwy aborygeńskie – K'gari (pol. „raj”) i Gari .
Polski Komitet ds. UNESCO podaje nazwę Wyspa Fraser , która nie jest zgodna z nazwą ustaloną przez Komisję Standaryzacji Nazw Geograficznych poza Granicami Rzeczypospolitej Polskiej.

## Geografia

### Położenie i powierzchnia
Wielka Wyspa Piaszczysta leży na Oceanie Spokojnym u południowo-wschodnich wybrzeży Queensland – stanu w północno-wschodniej części Australii . Od kontynentu oddziela ją Hervey Bay i Great Sandy Strait . 
Wyspa zajmuje powierzchnię 1653 km² – ma ok. 120 km długości i 25 km szerokości – jest największą wyspą piaskową na świecie .  

### Budowa geologiczna i rzeźba terenu
Wyspa zbudowana jest z piasku naniesionego przez fale oceaniczne. Zanim podniósł się poziom wód mórz i oceanów ok. 6 tys. lat temu, obszar obecnej wyspy był częścią systemu wydm uformowanego przez pasaty. Najstarsze warstwy piasku odkryte na wyspie liczą 700 tys. lat. Piaszczyste wzgórza wznoszą się na wysokość 250 m n.p.m.  Pokłady piasku sięgają głębokości 30–60 m poniżej poziomu morza.

### Wody
Na wyspie znajdują się liczne jeziora, które są ubogie w substancje odżywcze i charakteryzują się wysokim stopniem kwasowości wód. Jest tu m.in. 40 jezior wydmowych (ang. perched dune lake) .
W jeziorach żyją zwierzęta przystosowane do wysokiej kwasowości wód, m.in. żaby Crinia tinnula czy żółwie bokoszyjne Emydura macquarii nigra. 
Jeziora są popularnym celem do rekreacji.  

### Flora i fauna
Flora wyspy zbliżona jest do szaty roślinnej kontynentu, od którego wyspa została oddzielona ok. 6 tys. lat temu. Wyróżnia się tu siedem różnych formacji roślinnych – lasy deszczowe, Lasy eukaliptusowe, lasy złożone z banksji (Banksia aemula), lasy melaleukowe, zarośla nabrzeżne, lasy żywiczlinowe i lasy namorzynowe. Do gatunków zagrożonych występujących na wyspie zalicza się m.in. Cryptocarya foetida i Acacia baueri.
Na wyspie odnotowano występowanie 350 gatunków ptaków, w tym gatunki rzadkie takie jak pezoporus i rdzawostrząb jasnoskrzydły. Wśród ssaków zaobserwowano 48 gatunków, m.in. oposy, kangury, nietoperze, zające, gryzonie oraz psy dingo. Na wyspie żyje także po kilka gatunków żółwi, węży i jaszczurek, w tym jaszczurka endemiczna Coggeria naufragus. 
Bogata fauna bezkręgowców nie została jeszcze dostatecznie zbadana. Stwierdzono jednak występowanie tu 245 gatunków mrówek. 

### Demografia
Wyspa pozostaje zamieszkana, jednak liczba jej mieszkańców stale spada – podczas gdy w 2006 roku na wyspie mieszkało 116 osób , to w 2021 roku jedynie 67 osób . 

## Historia
Przez wieki wyspa pozostawała zamieszkana przez Aborygenów, których obecność została stwierdzona od przynajmniej 5 tys. lat . Przypuszcza się, że Aborygeni przybyli tu 40 tys. lat temu. 
W 1770 roku została dostrzeżona przez kapitana Jamesa Cooka (1728–1779), który wziął ją za przylądek . Pierwszym Europejczykiem na wyspie był angielski podróżnik Matthew Flinders (1774–1814), który wylądował tu w 1802 roku . 
W latach 40. XIX w. na wyspę zaczęli przybywać europejscy osadnicy, którzy przywieźli konie, owce i bydło. W 1860 roku utworzono tu rezerwat Aborygenów, który zamknięto w 1909 roku, po tym jak wysiedlono wszystkich rdzennych mieszkańców wyspy .
W latach 1863–1992 prowadzono pozyskiwanie drewna sosnowego. Do 1977 roku wydobywano tu również piasek . Wyspa pozostawała także atrakcyjnym celem turystycznym. 

## Ochrona przyrody
W 1908 roku środkowa część wyspy została objęta ochroną, a do 1925 roku prawie cała wyspa stanowiła las państwowy.
W 1971 roku na ok. jednej czwartej jej powierzchni ustanowiono park narodowy . W 1976 roku na północy wyspy utworzono Park Narodowy Wielkiej Wyspy Piaszczystej (ang. Great Sandy National Park) . W 1992 roku cała wyspa została wpisana na listę światowego dziedzictwa UNESCO .
Wyspa, obszary Cooloola na terenie Parku Narodowego Wielkiej Wyspy Piaszczystej oraz przylądek Inskip Point są ostoją ptaków IBA z uwagi na obecność dużej populacji przepiórnika czarnopierśnego . 